# Loitsche
Loitsche – dzielnica gminy Loitsche-Heinrichsberg w Niemczech, w kraju związkowym Saksonia-Anhalt, w powiecie Börde, w gminie związkowej Elbe-Heide. Liczy ponad 600 mieszkańców. 
Do 31 grudnia 2009 była to oddzielna gmina, do 30 czerwca 2007 należała do powiatu Ohre.
Dzielnica Loitsche oddalona jest o ok. 15 km od Magdeburga - stolicy kraju związkowego.
Z Loitsche pochodzą liderzy zespołu Tokio Hotel - Bill i Tom Kaulitz.